# Сингх, Джани Гурдит
Джани Гурдит Сингх (в.-пандж. ਗਿਆਨੀ ਗੁਰਦਿੱਤ ਸਿੰਘ; 24 февраля 1923 — 17 января 2007) — индийский писатель
. Считался одним из величайших современных писателей на панджаби, а его книга «Мера Пинд» считается классической. В настоящее время она выходит 14-м изданием и непрерывно печатается с 1961 года.
Родился в деревне Митевал (ныне округ Сангрур в штате Пенджаб, Индия).
Джани Гурдит Сингх окончил как «Джани» Университет Пенджаба в Лахоре в 1945 году и специализировался на литературе, богословии, истории и фольклоре. 
Он также был журналистом-первопроходцем, владельцем-редактором газеты «Паркаш» (газета на пенджабском языке) в 1947—1978 годах. Он также был редактором ежемесячного журнала по истории и богословию сикхов «Сингх Сабха Патрика» (1973—1988). Как редактор журнала Сингх Сабха Патрика, он сосредоточился на вопросах, имеющих важное значение для сикхов.
Он также был членом Законодательного совета Пенджаба с 1956 по 1962 год.

## Семья
У Джани Гурдита Сингха осталась жена, Индержит Каур Сандху, бывший вице-канцлер Пенджабского университета, Патиала, и председатель Комиссии по отбору Правительства Индии, а также его сыновья, Рупиндер Сингх (бывший старший помощник редактора, The Tribune) и Равиндер Сингх.